# Weihnachtsinsel-Ratte
Die Weihnachtsinsel-Ratte (Rattus nativitatis) ist eine ausgestorbene Rattenart von der Weihnachtsinsel.

## Beschreibung
Die Weihnachtsinsel-Ratte erreichte eine Länge von 42 Zentimeter. Sie hatte kräftige Pfoten mit großen Krallen, die gut zum Graben geeignet waren. Auf dem Rücken befand sich eine harte Fettschicht, die ungefähr zwei Zentimeter dick war. Der Körper war dunkelbraun gefärbt. Der kurze Schwanz war dunkelbraun, dick und fast nackt. Er zeigte ein dreieckiges Schuppenmuster.

## Vorkommen und Lebensraum
Die Weihnachtsinsel-Ratte bewohnte die dichten Wälder in den höheren Regionen der Weihnachtsinsel.

## Lebensweise und Nahrung
Die Weihnachtsinsel-Ratte trat in kleinen Gruppen auf. Sie war nachtaktiv und hielt sich tagsüber unter den Wurzeln von Bäumen, umgefallenen hohlen Baumstämmen oder in halb vermoderten Sagopalmen auf. Sie ernährte sich von Pflanzen, insbesondere von Früchten und jungen Schösslingen. Die Reproduktionszeit erstreckte sich über das ganze Jahr. Im Gegensatz zur Maclear-Ratte kletterte sie nicht auf Bäume.

## Aussterben
Der Grund für ihr Aussterben war vermutlich derselbe wie bei der Maclear-Ratte. Nachdem Minenarbeiter wegen der reichen Phosphatvorkommen die Weihnachtsinsel in den 1890er Jahren besiedelten, wurde die Hausratte (Rattus rattus) auf die Insel eingeschleppt. Die Ratten verbreiteten Krankheitserreger wie Trypanosomen, die den endemischen Rattenarten den Garaus machten.  1902/1903 konnte ein Kompaniearzt nur noch kranke Tiere ausmachen, die sogar tagsüber in ihrem Todeskampf zu beobachten waren. Seit 1903 gilt die Weihnachtsinsel-Ratte als ausgestorben.